# Eriogonum fusiforme
Eriogonum fusiforme är en slideväxtart som beskrevs av John Kunkel Small. Eriogonum fusiforme ingår i släktet Eriogonum och familjen slideväxter. Inga underarter finns listade i Catalogue of Life.